# Tetlilco
Tetlilco är en ort i Mexiko.   Den ligger i kommunen Zontecomatlán de López y Fuentes och delstaten Veracruz, i den sydöstra delen av landet, 170 km nordost om huvudstaden Mexico City. Tetlilco ligger 701 meter över havet och antalet invånare är 148.
Terrängen runt Tetlilco är kuperad åt nordost, men åt sydväst är den bergig. Runt Tetlilco är det ganska tätbefolkat, med 80 invånare per kvadratkilometer. Närmaste större samhälle är Xochiatipan de Castillo, 10,4 km nordost om Tetlilco. I omgivningarna runt Tetlilco växer huvudsakligen savannskog.